# 로마 회의
로마 회의(Council of Rome)는 382년 로마의 감독 다마소스 1세 주도하에 교회학자들의 모임이었다. 구약과 신약의 정경화 목록이 완성되었다.

## 참고자료
- Geoffrey Mark Hahneman, Muratorian 단편 및 Canon 개발, Oxford University Press, 1992-158−161 페이지 ISBN 9780198263418